# Арнольд Брешианский
Арно́льд Брешиа́нский (Бресчийский; Арнольд из Брешии; из Бресчии; итал. Arnaldo da Brescia; около 1100 — 18 июня 1155) — итальянский религиозный и общественный деятель, реформатор. Под влиянием Пьера Абеляра проповедовал отказ от роскоши в церковной жизни и возврат к первоначальному христианству (до 150 н. э), чем поставил своё учение в оппозицию римским папам. В 1145 году пытался, во главе народной партии в Риме, воссоздать республику. После многократных изгнаний казнён по приказу папы Адриана IV.
Приверженцы его учения — арнольдисты. Их ошибочно смешивали с катарами и альбигойцами. Они были осуждены на Веронском соборе (октябрь-ноябрь 1184) папой Луцием III.

## Биография
Уроженец Брешии. В юности несколько лет прожил во Франции, где стал учеником Пьера Абеляра. По возвращении в Брешию, будучи уже священником, Арнольд Брешианский возглавил борьбу горожан против сеньора-епископа. За это II Латеранским собором (1139) был лишён должности и изгнан из Италии. Снова оказавшись во Франции, Арнольд Брешианский вместе с Абеляром повёл ожесточённую борьбу против высших иерархов церкви, лидером которых выступал Бернар Клервоский.
Арнольд Брешианский проповедовал, что духовные лица не должны обладать богатствами и светской властью. Он обвинял папу, епископов, аббатов в роскоши, разврате, потакании грабежам и убийствам, в покупке церковных должностей за деньги. Идеалом Арнольда Брешианского было первоначальное христианство, бедная, но непорочная церковь.

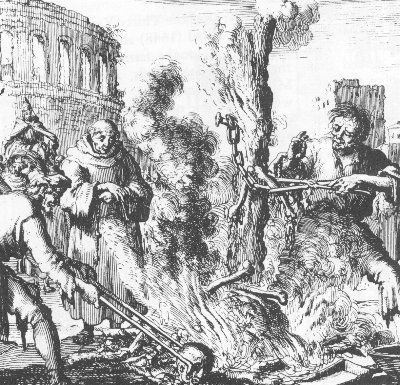
Сожжение тела Арнольда Брешианского

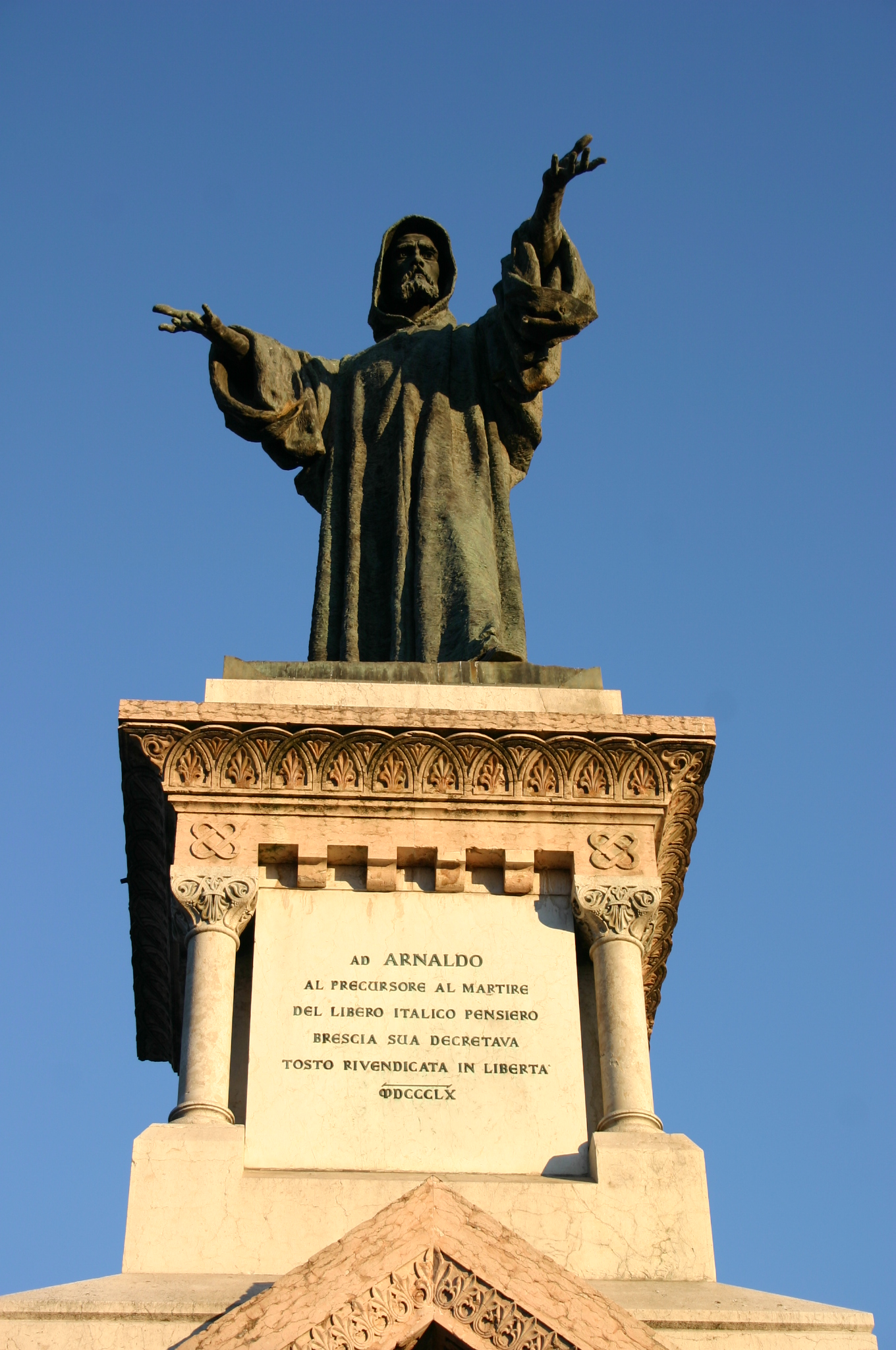
Памятник Арнольду Брешианскому в Брешии; скульптор Одоардо Табакки

В 1140 году папа римский осудил взгляды Абеляра и Арнольда Брешианского как еретические и предписал заточить обоих в монастырь, а их книги сжечь. Арнольд Брешианский вынужден был покинуть Францию и несколько лет прожил в Цюрихе, где продолжал проповедовать своё учение. Из Цюриха он был изгнан по настоянию Бернара Клервоского. Находясь в отчаянном положении, Арнольд Брешианский в 1145 году прибыл к папе Евгению III и испросил у него прощения, дав клятву верности церкви. Это позволило Арнольду Брешианскому оказаться в Риме, жители которого в 1143 году восстали против своего сеньора-папы и провозгласили республику.
В Риме зазвучали прежние проповеди Арнольда Брешианского, пользовавшиеся огромной популярностью у горожан. Не занимая никаких официальных постов в руководстве римской республики, именно Арнольд стал её фактическим руководителем и идеологом, а значит, и главным врагом папы, изгнанного из города. В 1155 году через четыре дня после наложения на Рим интердикта римский сенат вынужден был выполнить требование папы и выслать из города Арнольда Брешианского, который бежал на север Италии. Там он попал в плен к Фридриху I Барбароссе, двигавшемуся на Рим по просьбе папы. В Риме Арнольд Брешианский был выдан папе Адриану IV и 18 июня 1155 года казнён. Он был повешен, затем тело было сожжено, а пепел выброшен в Тибр, чтобы останки Арнольда не почитались его многочисленными приверженцами.

## Убеждения
Арнольд критиковал власть Римской церкви и испытывал радикальное рвение к проведению нравственной реформы в среде духовенства. Арнольд отвергал теократическое государство и считал, напротив, что церковь и государство должны быть полностью разделены. Арнольд верил в «апостольскую бедность» и в то, что церковь должна быть восстановлена до апостольской чистоты. Второй Латеранский собор осудил арнольдистов за отрицание крещения младенцев.
Отвергая власть Римской церкви, Арнольд считал, что грешное духовенство утрачивает право совершать таинства.
Некоторые критики нападали на Арнольда за «оскорбительные взгляды на крещение и Евхаристию».